# جاك سولومون (كاتب)
جاك سولومون (بالفرنسية: Jacques Solomon)‏ هو مدرس وطبيب وفيزيائي وكاتب فرنسي، ولد في 4 فبراير 1908 في الدائرة الثامنة عشرة في باريس في فرنسا، وتوفي في 23 مايو 1942 في Fort Mont-Valérien ‏ في فرنسا بسبب إعدام رميا بالرصاص.